# Калішакі
Калішакі (пол. Kaliszaki) — частина села Немірувек-Колонія у Польщі, в Люблінському воєводстві Томашівського повіту, ґміни Тарнаватка.

## Історія
Первісним населенням Калішак були русини-лемки, які компактно проживали на своїх історичних землях.